# Henri Secretan
Henri-François Secretan (Neuchâtel, 21 februari 1856 - Lausanne, 5 maart 1916) was een Zwitsers arts en chirurg.

## Biografie
Henri Secretan werd geboren in 1856 als zoon van filosoof Charles Secrétan. Hij studeerde literatuur in Lausanne en vervolgens rechten en geneeskunde in Genève, Pisa en Parijs, waar hij een doctoraat behaalde met een proefschrift over neurologie. In 1885 vestigde hij zich in Lausanne. Hij legde zich in zijn medische praktijk toe op arbeidsongevallen, waarover hij een van de specialisten werd in Zwitserland. Hierdoor was hij tevens actief als arts-raadgever voor verscheidene verzekeringsmaatschappijen en nam hij deel aan de debatten omtrent de eerste federale wet op verzekeringen van 2 april 1908.
Naast zijn medische activiteiten scheef Secretan ook filosofische en geschiedkundige werken. Hij was vrijgezel.

## Werken
- La société et la morale, 1897.
- L'assurance contre les accidents, 1902.
- La vie de société dans le Pays de Vaud au XVIIIe siècle, 1912.

- Bibsys: 90779638
- CiNii: DA16085771
- Gemeinsame Normdatei: 1027700772
- Historisch woordenboek van Zwitserland: 014637
- International Standard Name Identifier: 0000 0000 8018 8744
- Library of Congress Control Number: no2003061351
- Nationale Bibliotheek van Israël: 987007364137505171
- Nederlandse Thesaurus van Auteursnamen: 095883525
- Réseau des bibliothèques de Suisse occidentale: 02-A005571020
- Système universitaire de documentation: 092608981
- Virtual International Authority File: 26754817
- WorldCat: E39PCjvfqk886TMwVFkkR7qGH3